# Boulengerella maculata
Boulengerella maculata är en fiskart som först beskrevs av Valenciennes, 1850.  Boulengerella maculata ingår i släktet Boulengerella och familjen Ctenoluciidae. Inga underarter finns listade.